# Idaea chrysocilia
Idaea chrysocilia är en fjärilsart som beskrevs av George Francis Hampson 1891. Idaea chrysocilia ingår i släktet Idaea och familjen mätare. Inga underarter finns listade i Catalogue of Life.